# Bolečka vas
Bolečka vas este o localitate din comuna Majšperk, Slovenia, cu o populație de 53 de locuitori.